# Chrysops decipiens
Chrysops decipiens är en tvåvingeart som beskrevs av Krober 1926. Chrysops decipiens ingår i släktet Chrysops och familjen bromsar. Inga underarter finns listade i Catalogue of Life.